# Еміль Гріффіт
Еміль Альфонс Гріффіт (англ. Emile Alphonse Griffith; 3 лютого 1938, Сент-Томас, Віргінські Острови — 22 липня 2013, Хемпстед, штат Нью-Йорк) — американський професійний боксер, чемпіон світу за версіями WBA (1961, 1962—1963, 1963—1966) та WBC (1962—1963, 1963—1966) в напівсередній вазі, за версіями WBA (1966—1967, 1967—1968) та WBC (1966—1967, 1967—1968) в середній вазі, а також завоював інагураційний титул чемпіона світу в першій середній вазі (1962), визнаний Австрійською боксерською контрольною радою, але жодною з інших найавторитетніших боксерських організацій.
«Боксер року» (1964) за версією журналу «Ринг». У 1990-му році включений до Міжнародної зали боксерської слави в Канастоті, Нью-Йорк.

## Аматорська кар'єра
У 1958 році виграв 3 турніри «Золоті рукавички» у напівсередній вазі серед любителів: New York Daily News Golden Gloves, New York Golden Gloves Tournament of Champions та Intercity Golden Gloves.

## Професійна кар'єра
На професійному рингу дебютував 2 червня 1958 року, перемігши за очками Джо Пархема.
11 березня 1960 року зустрівся з Денні Моєром. Протягом усіх десяти раундів тривав приблизно рівний бій. Думки суддів розділилися. Один суддя віддав перемогу Моєру з рахунком 5/5. Двоє інших виставили такий же рахунок на користь Гріффіта.
26 квітня 1960 року Гріффіт та Моєр зустрілися вдруге. Цього разу перемога розділеним рішенням залишилася за Моєром: 100/98, 99/96, 96/99.

### Перший бій з Луїсом Мануелем Родрігесом
12 грудня 1960 року переміг розділеним рішенням кубинця Луїса Мануеля Родрігеса: 6/4, 5/4, 4/5. Для Родрігеса ця поразка стала першою в кар'єрі (за 35 перемог).

### Чемпіонський бій з Бенні Паретом
1 квітня 1961 року Гріффіт вийшов на бій за звання чемпіона світу в напівсередній вазі проти Бенні Парета. Еміль здобув перемогу нокаутом у 13-му раунді та завоював свій перший чемпіонський титул.

### Другий бій з Бенні Паретом
30 вересня 1961 року відбувся другий бій між Гріффітом та Паретом. Цього разу поєдинок тривав усі 12 раундів. Рахунок суддів: 8/6 Гріффіт, 8/6 та 9/6 Парет. Більшість опитаних після бою журналістів вважали, що кращим у цій сутичці був Гріффіт.

### Третій бій із Бенні Паретом
24 березня 1962 року відбувся третій раунд протистояння між Гріффітом та Паретом. Гріффіт виграв технічним нокаутом у 12-му раунді. Вимотавши суперника в попередніх раундах, Гріффіт затис Парета в куту таким чином, що той не міг впасти, і завдав 29 ударів поспіль, лише після чого рефері зупинив бій. Після бою Парет впав у кому і за кілька днів помер.
18 серпня 1962 року провів третій бій проти Денні Моєра. Здобув у ньому перемогу розділеним рішенням суддів: 99/95, 99/96, 96/97.

### Другий бій із Луїсом Мануелем Родрігесом
21 березня 1963 року втратив свої титули WBC і WBA у напівсередній вазі, поступившись Луїсу Мануелю Родрігесу. Рахунок суддів: 8/6, 8/5, 9/5 на користь кубинця.

### Третій бій із Луїсом Мануелем Родрігесом
8 червня 1963 року Гріффіт і Родрігес зустрілися знову. Після 15 раундів думки суддів розділилися. Двоє віддали перемогу Гріффіту — 8/7 та 9/6. Один виставив 10/5 на користь Родрігеса.

### Бій з Рубіном Картером
20 грудня 1963 року в нетитульному бою програв нокаутом у першому раунді Рубіну Картеру на прізвисько «Ураган».

### Четвертий бій із Луїсом Мануелем Родрігесом
12 червня 1964 року відбувся заключний, четвертий, бій Гріффіт — Родрігес. У запеклому бою гору взяв Гріффіт. Рахунок суддів: 69/67 та 70/68 Гріффіт, 71/70 Родрігес.
1 грудня 1964 року Еміль переміг відомого британського боксера Дейва Чарнлі технічним нокаутом у передостанньому, дев'ятому, раунді.
1964 року отримав звання боксера року за версією журналу The Ring.

### Перший бій із Мануелем Гонсалесом
26 січня 1965 року Гріффіт поступився за очками (97/94, 94/97, 95/96) Мануелю Гонсалесу. Титули Гріффіта на кону не стояли.
10 грудня 1965 року Гріффіт знову зустрівся з Гонсалесом. На цей раз бій був титульним. Чемпіон здобув перемогу з розгромним рахунком: 9/5, 11/3, 12/3.

### Чемпіонський бій з Діком Тайгером
25 квітня 1966 року Гріффіт вийшов на бій проти чемпіона WBC і WBA у середній вазі Діка Тайгера. Еміль здобув перемогу одностайним рішенням суддів (7/6, 8/7, 9/5) та став чемпіоном світу у другій ваговій категорії.

### Перший бій із Джої Арчером
13 липня 1966 року Гріффіт захистив свої титули у бою проти Джої Арчера. Рахунок суддя після 15-ти раундів: 9/5, 8/7, 7/7.

### Другий бій із Джої Арчером
23 січня 1967 року Гріффіт та Арчер зустрілися знову. У близькому бою Гріффіт виграв рішенням суддів: 8/7 та 8/6 (двічі).

### Перший бій з Ніно Бенвенути
17 квітня 1967 року Гріффіт захищав свої титули в середній вазі в поєдинку проти італійця Ніно Бенвенути. Італієць здобув перемогу одностайним рішенням: 9/6 та 10/5 (двічі).

### Другий бій з Ніно Бенвенути
29 вересня 1967 року Гріффіт та Бенвенути зустрілися знову. Гріффіту вдалося взяти реванш: 9/5 (двічі) та 7/7 після 15-ти раундів.
4 березня 1968 року Гріффіт та Бенвенути зустрілися втретє. Ніно здобув перемогу і знову відібрав у Гріффіта титули у середній вазі. Рахунок суддів: 8/6 (двічі) та 7/7.

### Чемпіонський бій з Хосе Наполісом
17 жовтня 1969 року Гріффіт спробував знову стати чемпіоном світу у напівсередній вазі. Йому протистояв кубинець Хосе Наполіс. Кубинець виграв одностайним рішенням: 9/4, 11/4, 11/3.
4 червня 1970 року переміг за очками данця Тома Богса, який на той момент мав рекорд 53-0.

### Другий бій з Діком Тайгером
15 липня 1970 року вдруге зустрівся з нігерійцем Діком Тайгером. Гріффіт впевнено виграв: 8/2 та 7/2 (двічі). Це був останній бій у кар'єрі Тайгера.

### Чемпіонський бій з Карлосом Монсоном
25 вересня 1971 року Гріффіт вийшов на бій проти аргентинця Карлоса Монсона, який володіє титулами WBC і WBA в середній вазі. У передостанньому, чотирнадцятому раунді Гріффіт пропустив серію важких ударів і рефері довелося зупинити бій. Таким чином, було оголошено перемогу Монсона технічним нокаутом.

### Другий бій з Карлосом Монсоном
2 червня 1973 року Гріффіт зробив другу спробу відібрати у Монсона титули в середній вазі. Аргентинець виграв одностайним рішенням: 147/145, 147/144, 147/143.
18 вересня 1976 року програв за очками чемпіону світу WBC в першій середній вазі Екхарду Дагге (Німеччина).
30 липня 1977 року програв за очками британцю Алану Мінтеру. Після цього пішов із боксу.

## Досягнення
- Чемпіон світу у напівсередній ваговій категорії (1961, 1962)
- Чемпіон світу в напівсередній ваговій категорії (WBC, 1963, 1963—1966; WBA, 1962—1963, 1963—1966)
- Чемпіон світу в середній ваговій категорії (WBC, 1966—1967, 1967—1968; WBA, 1966—1967, 1967—1968)

## Ососбисте життя

### Сім'я
У 1971 році одружився з Мерседес Донасторг.

### Сексуальна орієнтація
У 1992 році Гріффіт був жорстоко побитий і ледь не вбитий на вулиці Нью-Йорка після того, як вийшов з гей-бару біля Автобусного терміналу Портової адміністрації. Чотири місяці після нападу він пролежав у лікарні. Невідомо, чи насильство було зумовлене гомофобією.
Гріффіт був бісексуалом. Він так описував свою орієнтацію: «Мені подобаються як чоловіки, так і жінки. Але мені не подобається ці слова: гомосексуаліст, гей або педик. Я не знаю, хто я. Я люблю чоловіків і жінок однаково, але якщо ви запитаєте мене, кого більше… мені подобаються жінки».